# 邁耶峰
71°51′S 168°40′E / 71.850°S 168.667°E
邁耶峰（英語：Meier Peak），是南極洲的山峰，位於維多利亞地的博克格雷溫克海岸，屬於阿德默勒爾蒂山脈的一部分，處於艾恩賽德冰川源頭南岸，海拔高度3,450米，美國地質調查局根據測量和該國海軍的空中照片繪入地圖，現時由南極條約體系管理。

## 外部連結
. . United States Geological Survey.   [2013-09-12].